# Oulophyllia levis
Oulophyllia levis là một loài san hô trong họ Faviidae. Loài này được Nemenzo mô tả khoa học năm 1959.